# フランツィスカ・フォン・ホーエンツォレルン＝ヘヒンゲン
フランツィスカ・マリア・ヘンリエッテ・フォン・ホーエンツォレルン＝ヘヒンゲン（Franziska Maria Henriette von Hohenzollern-Hechingen, 1642年 - 1698年10月17日）は、ドイツの小諸侯ホーエンツォレルン＝ヘヒンゲン家の侯女。自身の権利としてベルヘン・オプ・ゾーム辺境女伯であった。

## 生涯
ホーエンツォレルン＝ヘヒンゲン侯アイテル・フリードリヒ2世と、ベルヘン・オプ・ゾーム辺境伯ヘンドリック・ファン・デン・ベルフの長女で後継者だったマリア・エリーザベト・ファン・デン・ベルフ（1613年 - 1671年）の間の一人娘。母方から裕福な相続財産を受け継ぐことが決まっていたため、幼い頃から引く手あまたの女子相続人であった。
1661年メクレンブルク公クリスティアンに求婚されるが、カトリック信者のフランツィスカの嫁入りは熱心なプロテスタント信者のメクレンブルク公爵家から激しい反発にあった。フランツィスカの母は娘の相手を公爵の大勢いる弟の1人に変更しようとしたが、公爵がこの件で弟たちと完全に仲違いしたために縁談も進まず、メクレンブルク公家への嫁入りは諦めざるを得なかった。
1662年5月1日、ブイヨン公の弟オーヴェルニュ伯フレデリック・モーリスと結婚、間に13人の子をもうけた。1671年母の死と同時にベルヘン・オプ・ゾーム辺境伯の地位を継承するが、就任式は1681年まで実施されなかった。1672年から1678年までは仏蘭戦争中で、オラニエ公ウィレム3世の軍隊が占拠するベルヘンの町に入ることが出来なかったためである。

## 子女
- 息子（1663年 - 1664年）
- フレデリック・ゴドフロワ（1664年 - 1672年頃）
- エリザベート・エレオノール（1665年 - 1746年） - トリニー＝シュル＝ヴィル女子修道院長
- ルイーズ・エミリー（1667年 - 1737年） - モンマルトル女子修道院長
- マリー・アンヌ（1669年 - 1763年） - 修道女
- エマニュエル・モーリス（1670年 - 1702年） - 聖ヨハネ騎士団員（聖職）
- アンリ・オズワール（フランス語版）（1671年 - 1747年） - トゥール大司教、ヴィエンヌ大司教、枢機卿
- フランソワ（1672年 - ?） - 夭折、ヴィムーユ公
- アンリエット（1673年 - ?） - 夭折
- ルイ・フレデリック（1674年 - ?） - 夭折
- フランソワ・エゴン（1675年 - 1710年） - オーヴェルニュ公及びベルヘン・オプ・ゾーム辺境伯（侯爵）、1707年アーレンベルク公女マリー・アンヌと結婚
  - マリー・アンリエット（1708年 - 1728年） - 1722年プファルツ＝ズルツバッハ公ヨハン・クリスティアンと結婚
- フレデリック・コンスタンタン（1682年 - 1732年） - オリエルグ伯
- テレーズ・アンリエット（1683年 - ?） - 夭折